# Гней Помпей (трибун 90 пр.н.е.)
Вижте пояснителната страница за други личности с името Гней Помпей.
Гней Помпей (на латински: Gnaeus Pompeius) е политик на Римската република от началото на 1 век пр.н.е. по време на Съюзническата война. Произлиза от плебейската фамилия Помпеи.
През 90 пр.н.е. той е народен трибун заедно с Квинт Цецилий Метел Целер. Тази година консули са Луций Юлий Цезар III и Публий Рутилий Луп.